# بیرندرا لاکرا
بیرندرا لاکرا (انگلیسی: Birendra Lakra؛ زادهٔ ۳ فوریهٔ ۱۹۹۰) بازیکن هاکی روی چمن اهل هند است.